# Daïra de Mekla
La daïra de Mekla est une circonscription administrative algérienne située dans la wilaya de Tizi Ouzou et la région de Kabylie. Son chef-lieu est situé sur la commune éponyme de Mekla.

## Communes
La daïra est composée de trois communes:
- Aït Khellili ;
- Mekla ;
- Souamâa.

La population totale de la daïra est de 45 818 habitants pour une superficie de 129,25 km2.

## Localisation
|                                                    | Daïra d'Azazga        |                |
| Daïra de Larbaâ Nath Irathen, Daïra de Tizi Rached | daïra de Mekla        | Daïra d'Azazga |
|                                                    | Daïra d'Ain El Hammam |                |